# Episteme conspicua
Episteme conspicua là một loài bướm đêm trong họ Noctuidae.